# 切科湖
切科湖是俄羅斯的小型淡水湖，位於克拉斯諾亞爾斯克邊疆區內克拉斯諾亞爾斯克東北760公里通古斯河附近，海拔354米，長708米、闊364米，面積0.25平方公里，最大水深50米。

## 外部連結
- geotimes.org site with photo
- nice photo, livescience.com